# Loi sur le taux d'imposition applicable aux transmissions patrimoniales onéreuses de biens immeubles
Lire en ligne

(ca) LLEI 1/2013, del 16 de juliol, del tipus impositiu aplicable a les transmissions patrimonials oneroses de béns immobles.

La loi sur le taux d'imposition applicable aux transmissions patrimoniales onéreuses de biens immeubles (en catalan Llei del tipus impositiu aplicable a les transmissions patrimonials oneroses de béns immobles) est une loi adoptée par le Parlement de Catalogne, promulguée le 16 juillet 2013. Elle augmente de 8 à 10 % le taux de l'impôt sur les transmissions patrimoniales (es) (ITP) applicable aux ventes d'immeubles pour accroître les ressources financières de la Généralité.
La loi est adoptée par le Parlement le 3 juillet 2013, avec 102 voix « pour » de Convergence et Union (CiU), Esquerra Republicana de Catalunya (ERC), du Parti des socialistes de Catalogne (PSC), d'Iniciativa per Catalunya Verds - Esquerra Unida i Alternativa (ICV-EUiA) et de la Candidature d'unité populaire (CUP), 16 voix « contre » du Parti populaire catalan (PPC) et 9 abstentions de Ciutadans (C's). Il s'agit de la première loi votée sous la Xe législature et la seule en 2013.

## Contexte

### Législation antérieure
L'impôt sur les transmissions patrimoniales (es) (ITP) est régi par le décret législatif espagnol sur l'impôt sur les transmissions patrimoniales et les actes juridiques documentés de 1993. Depuis 1997, les communautés autonomes peuvent décider du taux de l'ITP. Si elles ne font pas usage de cette faculté, le taux est fixé à 6 %.
En Catalogne, le taux de l'ITP a été porté à 8 % par le décret-loi de mesures urgentes de contention de la dépense et en matière fiscale pour réduire le déficit public, adopté par le gouvernement tripartite de José Montilla en 2010. En comparaison, il est, en 2013, de 7 % dans la Communauté de Madrid, 8 % dans la Communauté valencienne, 10 % aux Baléares et en Castille-et-León, et 11 % en Estrémadure.

### Situation financière
Les recettes des impôts immobiliers ont fortement augmenté entre 2000 et 2006, lors de la formation de la bulle immobilière espagnole. L'éclatement de la bulle, et la crise immobilière (es) qui s'est ensuivie, ont à l'inverse provoqué une forte baisse de ces ressources fiscales, qui ont été divisées par trois et sont revenues à leur niveau des années 1990. En 2012, l'impôt sur les transmissions patrimoniales (es) (ITP) et l'impôt sur les actes juridiques documentés (es) (AJD) ont rapporté 1016,07 millions d'euros à la Généralité.
La crise économique de 2008 (es) conduit plus généralement à une crise budgétaire de l'État espagnol et des communautés autonomes, qui sont soumises à des obligations d'équilibre budgétaire imposées par l'État central. Pour tenter de réduire leur déficit public, celles-ci cherchent à augmenter leurs ressources fiscales en créant de nouveaux impôts ou en augmentant les impôts existants.

### Situation politique
À la suite des élections au Parlement de Catalogne de 2012, les nationalistes de Convergence et Union (CiU) et la gauche indépendantiste d'Esquerra Republicana de Catalunya (ERC) ont conclu une alliance permettant l'investiture du deuxième gouvernement d'Artur Mas. La hausse de l'impôt sur les transmissions patrimoniales (es) fait partie de leur programme de gouvernement commun, qui prévoit diverses mesures d'augmentation de la fiscalité pour accroître les ressources de la Généralité. Ces réformes sont réclamées par ERC, qui s'était opposée aux coupes budgétaires opérées par le premier gouvernement d'Artur Mas entre 2010 et 2012, et qui défend la hausse de la fiscalité pour pouvoir maintenir le niveau des dépenses publiques, notamment des dépenses sociales et de santé.

## Adoption

### Projet de loi
En juin 2013, les deux partis de la majorité parlementaire, Convergence et Union (CiU) et Esquerra Republicana de Catalunya (ERC), s'accordent pour mettre en œuvre rapidement la hausse de l'impôt sur les transmissions patrimoniales (es) (ITP), réclamée par ERC, sans attendre la fin du processus budgétaire.
Le gouvernement présente le 18 juin le projet de loi sur le taux d'imposition applicable aux transmissions patrimoniales onéreuses de biens immeubles, qui prévoit d'augmenter de 8 à 10 % l'ITP applicable aux ventes d'immeubles. L'objectif de cette mesure est d'accroître les ressources de la Généralité pour équilibrer son budget. Le gouvernement estime qu'elle permettra d'augmenter le rendement de l'ITP de 50 millions d'euros pour les cinq derniers mois de 2013, puis de 150 millions d'euros par an.
Le conseiller à l'économie, Andreu Mas-Colell (CiU), indique que le taux de 10 % permet d'aligner l'ITP sur la taxe sur la valeur ajoutée (TVA) sur les immeubles, considérée comme un impôt « parallèle ». En effet, l'ITP frappe la vente d'immeubles anciens, tandis que la TVA s'applique à la vente d'immeubles neufs. Des taux d'imposition égaux permettent d'éviter une distorsion de marché entre les deux types de biens.
Le gouvernement engage la procédure de lecture unique, par laquelle le Parlement se prononce par un seul vote, sans examiner d'amendements, pour que la loi soit adoptée en juillet et puisse entrer en vigueur au 1er août. Selon le conseiller à l'économie, le recours à une procédure d'urgence est justifié car il s'agit d'une réforme simple et limitée, qui doit produire ses effets le plus tôt possible. Il annonce que les autres mesures fiscales prévues par le gouvernement, notamment la réforme de l'impôt sur les successions, seront en revanche subordonnées au calendrier budgétaire.

### Vote

Vote de la loi sur le taux d'imposition applicable aux transmissions patrimoniales onéreuses de biens immeubles, 3 juillet 2013.
Pour : 102
Contre : 16
Abstention : 9

La loi est adoptée par le Parlement de Catalogne le 3 juillet 2013 à une large majorité de 102 voix « pour », 16 voix « contre » et 9 abstentions. Les deux groupes de la majorité parlementaire, Convergence et Union (CiU) et Esquerra Republicana de Catalunya (ERC), votent « pour », tout comme, parmi les groupes d'opposition, le Parti des socialistes de Catalogne (PSC), Iniciativa per Catalunya Verds - Esquerra Unida i Alternativa (ICV-EUiA) et la Candidature d'unité populaire (CUP). Le Parti populaire catalan (PPC) vote « contre », et Ciutadans (C's) s'abstient.
- Le conseiller à l'économie, Andreu Mas-Colell (CiU), déclare que son parti est par principe opposé à l'augmentation des impôts, mais que celle-ci est rendue nécessaire par la situation financière.
- ERC défend une mesure qui s'inscrit dans un programme de gouvernement visant à améliorer les finances de la Généralité par des mesures équilibrées entre la hausse de la fiscalité et la réduction des dépenses[14].
- Le PSC conteste le recours à la procédure de lecture unique.
- ICV-EUiA regrette que la hausse de l'impôt sur les transmissions patrimoniales n'ait pas été décidée plus tôt.
- La CUP appelle à privilégier des impôts progressifs.
- Le PPC accuse CiU de ne pas respecter son programme électoral lors des avant-dernières élections en 2010, qui comprenait des baisses d'impôts, et de dégrader la compétitivité du pays.
- C's critique une mesure qui porte atteinte au secteur immobilier[15].

La loi sur le taux d'imposition applicable aux transmissions patrimoniales onéreuses de biens immeubles est la première loi de la Xe législature du Parlement de Catalogne. Il s'agit également de la seule loi adoptée par le Parlement en 2013, car de nombreux sujets ont été éclipsés par les débats sur le processus indépendantiste catalan, et notamment par les négociations entre les partis politiques sur la consultation sur l'indépendance prévue l'année suivante. Les questions budgétaires conservent néanmoins une place importante dans le débat public, et ERC revendique l'application rapide des autres mesures financières prévues par son accord de gouvernement avec CiU.

## Contenu
La loi sur le taux d'imposition applicable aux transmissions patrimoniales onéreuses de biens immeubles comporte un article unique, qui modifie l'article 32 de la loi de mesures administratives, fiscales et d'adaptation à l'euro de 1998. Elle dispose : « La transmission d'immeubles et la constitution et la cession de droits réels portant sur les biens immeubles, à l'exception des droits réels de garantie, sont taxés au taux de 10 %. »
La loi augmente le taux de l'impôt sur les transmissions patrimoniales (es) (ITP) de 8 à 10 %, soit une augmentation de 2 points ou 25 %. Elle ne modifie pas les taux réduits applicables à certaines catégories de population ou de transactions :
- le taux réduit de 7 % est maintenu pour les familles nombreuses, les jeunes de moins de 32 ans et les personnes handicapées ;
- le taux réduit de 5 % est maintenu pour la vente de logements de protection officielle (es).

## Application
La loi entre en vigueur le 1er août 2013. Son adoption provoque une légère augmentation des transactions immobilières dans les semaines qui précèdent, car certains contribuables anticipent la date des ventes prévues pour échapper à la hausse d'impôt.
En 2013, les recettes des impôts sur les ventes immobilières, qui comprennent l'impôt sur les transmissions patrimoniales (es) (ITP) et l'impôt sur les actes juridiques documentés (es) (AJD), poursuivent la baisse engagée depuis 2006 en raison de la crise immobilière espagnole (es), et s'élèvent à 1048 millions d'euros. En revanche, elles augmentent fortement en 2014 grâce à la reprise du marché immobilier, que la hausse du taux de l'ITP n'est pas venue enrayer. Les recettes des trois impôts représentent 1275 millions d'euros en 2014, et elles augmentent à nouveau en 2015 pour atteindre 1474 millions d'euros. Le rendement du seul ITP augmente de 30,1 % en 2014. Néanmoins, la Généralité reste dans une situation financière fragile.